# Ústí (Jihlavai járás)
Ústí település Csehországban, a Jihlavai járásban. Ústí Šimanov, Kalhov, Dudín, Humpolec, Mysletín, Staré Bříště és Zbilidy településekkel határos. Lakosainak száma 234 fő (2024. január 1.).

## Népesség
A település lakosságának változását az alábbi diagram mutatja:
| Lakosok száma | 688  | 760  | 631  | 397  | 262  | 195  | 229  | 229  | 222  | 234  |
|               | 1869 | 1890 | 1921 | 1950 | 1980 | 2001 | 2017 | 2019 | 2022 | 2024 |